# Élection présidentielle somalienne de 2017
L'élection présidentielle somalienne de 2017 a lieu le 8 février 2017 afin d'élire au scrutin indirect le président de la Somalie. Elle est remportée par Mohamed Abdullahi Mohamed.
Le scrutin devait avoir lieu au suffrage universel direct mais cette possibilité a été ajournée au scrutin suivant.

## Contexte
Initialement prévue pour le 30 novembre 2016 après les législatives, le scrutin est reporté, ces dernières étant toujours en cours à cette date,.

## Mode de scrutin
Le président somalien est élu au scrutin indirect par le parlement fédéral de Somalie pour un mandat de quatre ans, renouvelable une seule fois. L'élection requiert la présence d'au moins deux tiers des membres de chaque chambre du parlement, composé des 275 membres de la chambre basse, et des 54 membres de la Chambre haute.
Le système utilisée est une forme modifiée du scrutin uninominal majoritaire à deux tours. Est élu le candidat obtenant la majorité qualifiée de deux tiers du total des membres du parlement, soit 220 voix. À défaut, un second tour est organisé entre les quatre candidats arrivés en tête, et est élu celui recueillant la majorité des deux tiers. Si aucun candidat n'est élu lors des deux premiers tours de scrutin, un troisième est organisé entre les deux candidats arrivés en tête au second tour, et celui recueillant la majorité absolue est déclaré élu.

### Conditions
Les candidats doivent obtenir le soutien d'au moins vingt membres de la chambre basse ou un membre de la chambre haute pour pouvoir se présenter.

## Candidats
- Hassan Sheikh Mohamoud

Président sortant, du Parti de la paix et du développement.
- Omar Abdirashid Ali Shermarke

Premier ministre sortant, indépendant.
- Sharif Sheikh Ahmed

Président de 2009 à 2012 et candidat en 2012 (79 voix), de l'Alliance pour la relibération de la Somalie.
- Abdiweli Cheikh Ahmed

Premier ministre de 2013 à 2014, indépendant.
- Mohamed Abdullahi Mohamed

Premier ministre de 2010 à 2011, du Tayo.
- Abdirahman Mohamed Farole

Président du Pount de 2009 à 2014, du Horseed (en).
- Abdirizak Omar Mohamed (en)

Ministre de la sécurité nationale depuis 2015 et ministre des ressources naturelles de 2012 à 2013, indépendant.
- Said Abdullahi Dani

Ministre de l'aménagement depuis 2014, indépendant.
- Abdirahman Abdullahi Baadiyow

Candidat en 2012, du Parti de l'unité nationale.
- Mohamud Ahmed Nur (en)

Maire de Mogadiscio de 2010 à 2014, indépendant.
- Yassin Mahi Mallin

Fondateur du Parti de l'unité sociale de la Somalie (so).
- Fadumo Dayib

L'une des deux premières femmes à être candidate pour la présidence de la Somalie, indépendante.
- Mohamed Ali Nur

Diplomate, indépendant.
- Jabril Ibrahim Abdulle

Activiste pacifiste, indépendant.
- Abdirahman Abdishakur Warsame

Indépendant.
- Bashir Nur-Bidaar H Looyan

Scientifique, indépendant.
- Abdinasir Mohamed

Docteur, indépendant.
- Anab Dahir

L'une des deux premières femmes à être candidate pour la présidence de la Somalie, indépendante.

## Résultats
|                          | Hassan Sheikh Mohamoud        | PDP                      | 88  | 26,83 | 97  | 29,66 |  |  |  |  |  |  |  |  |
|                          | Mohamed Abdullahi Mohamed     | TPP                      | 72  | 21,95 | 185 | 56,57 |  |  |  |  |  |  |  |  |
|                          | Sharif Sheikh Ahmed           | ARS                      | 49  | 14,94 | 45  | 13,76 |  |  |  |  |  |  |  |  |
|                          | Omar Abdirashid Ali Shermarke | SE                       | 37  | 11,28 |     |       |  |  |  |  |  |  |  |  |
|                          | Autres candidats              | Autres candidats         | 82  | 25,00 |     |       |  |  |  |  |  |  |  |  |
|                          |                               |                          |     |       |     |       |  |  |  |  |  |  |  |  |
| Exprimés                 | Exprimés                      | Exprimés                 | 328 | 99,70 | 327 | 99,39 |  |  |  |  |  |  |  |  |
| Votes blancs et nuls     | Votes blancs et nuls          | Votes blancs et nuls     | 1   | 0,30  | 2   | 0,61  |  |  |  |  |  |  |  |  |
| Total                    | Total                         | Total                    | 329 | 100   | 329 | 100   |  |  |  |  |  |  |  |  |
| Abstentions              | Abstentions                   | Abstentions              | 0   | 0,00  | 0   | 0,00  |  |  |  |  |  |  |  |  |
| Inscrits / Participation | Inscrits / Participation      | Inscrits / Participation | 329 | 100   | 329 | 100   |  |  |  |  |  |  |  |  |

## Analyse
Bien que qualifié pour le second tour, le Premier ministre sortant Shermarke se retire, demandant aux membres du parlement de voter pour l'alternance. À la suite du second tour, le président Mohamoud se retire également. Mohamed Abdullahi Mohamed, seul candidat pour le troisième tour, est alors élu.
Le 8 février 2017, Mohamed Abdullahi Mohamed "Farmajo" est déclaré président lors d'un passage de pouvoir pacifique après que le précédent président, Hassan Sheikh Mohamoud, a reconnu sa défaite et félicité le vainqueur.